# Tragopan blythii
El tragopán de Blyth o tragopán oriental (Tragopan blythii) es una especie de ave galliforme de la familia Phasianidae presente en los bosques templados y subtropicales de Bután, el norte de Birmania y el noreste de la India. En la India se lo considera el ave estatal de Nagaland.

## Subespecies
Se reconocen dos subespecies de Tragopan blythii:
- Tragopan blythii blythii - Himalaya, del noreste de India al suroeste de China y zona adyacente de Birmania.
- Tragopan blythii molesworthi - conocido por tres especímenes del este de Bután.